# Ishido: The Way of Stones
Ishido: The Way of Stones est un jeu vidéo de puzzle sorti en 1990 sur Mac OS. Le jeu a été développé par Publishing International et édité par Accolade.

## Ports et adaptations
Après être sorti sur Macintosh, Ishido a ensuite été porté sur Amiga, DOS, Game Boy et Mega Drive la même année. Des versions MSX, Famicom Disk System et Lynx ont vu le jour en 1991.
Une adaptation en jeu de plateau a été réalisée par ASCII Corporation en 1992.

## À noter
- Ishido a gagné une récompense en tant que meilleur jeu de stratégie de l'année de la part de PC Magazine en 1990.

## Accueil
| Ishido: The Way of Stones |      |       |
| Média                     | Nat. | Notes |
| Dragon Magazine           | US   | 5/5   |